# Possessed (album de Venom)
Pour les articles homonymes, voir Possessed.
 (mars 2012).
Si vous disposez d'ouvrages ou d'articles de référence ou si vous connaissez des sites web de qualité traitant du thème abordé ici, merci de compléter l'article en donnant les références utiles à sa vérifiabilité et en les liant à la section « Notes et références ».
Albums de Venom
At War with Satan
(1984) Calm Before The Storm
(1986)
Possessed est le quatrième album studio du groupe de heavy metal britannique Venom. L'album est sorti en avril 1985 sur le label Neat Records.
Après le semi-échec de l'album-concept At War With Satan, Venom cherchait à revenir à des valeurs plus sûres et à la simplicité de ses deux premiers albums.
L'album Possessed, dont le contenu fut composé avant l'enregistrement de l'album At War With Satan, traduit bien cet esprit là. La campagne publicitaire qui annonça la sortie de cet album mentionnait d'ailleurs : "Black Metal Returns !"
Si cet album est aujourd'hui considéré comme l'un des meilleurs du groupe par la communauté des fans, il fut très très critiqué par la presse spécialisée, qui reprochait son manque d'originalité et s'enthousiasmait déjà pour de jeunes formations plus prometteuses telles que Metallica, Slayer ou Megadeth.
Cet album a été remastérisé et réédité en 2002 par Sanctuary Records.

## Liste des titres
1. Powerdrive
2. Flytrap
3. Satanachist
4. Burn This Place To The Ground
5. Harmony Dies
6. Possessed
7. Hellchild
8. Moonshine
9. Wing And A Prayer
10. Suffer Not The Children
11. Voyeur
12. Mystique
13. Too Loud (For The Crowd)

## Composition du groupe
- Cronos (Conrad Lant) : chant, basse
- Mantas (Jeffrey Dunn) : guitare
- Abaddon (Anthony Bray) : batterie